# Ufficio per la gestione del territorio
Il Bureau of Land Management (BLM; in italiano: Ufficio per la Gestione del Territorio) è un'agenzia del Dipartimento degli Interni degli Stati Uniti che si occupa della gestione di terreni pubblici. 
Il BLM è stato istituito nel 1946 attraverso la fusione del General Land Office (creato nel 1812) ed US Grazing Service (fondato nel 1934). Per la suddivisione, il censimento e la classificazione dei terreni si avvale dello Public Land Survey System, creato dalla Land Ordinance of 1785.

## Attività e funzioni
Al 2010 BLM gestiva circa 1023855 km² di terreni pubblici e circa 2832800 km² di beni minerari di sottosuolo al di sotto di proprietà federali o private. Il BLM gestisce inoltre 16 monumenti nazionali distribuiti in otto Stati degli Stati Uniti occidentali.